# FreeBSD
FreeBSD (výslovnost [ˌfriː biːesˈdiː]) je svobodný moderní unixový operační systém, který vznikl z BSD verze Unixu vyvinutého na Kalifornské Univerzitě v Berkeley. První verze byla vydána v roce 1993. V roce 2005 bylo FreeBSD nejoblíbenější Open-Source BSD operační systém a představoval více než tři čtvrtiny všech nainstalovaných systémů BSD. FreeBSD je používán pro moderní servery, desktopy, laptopy, vestavěné systémy.
FreeBSD je vyvíjen jako kompletní operační systém – jádro, ovladače zařízení a všechny uživatelské utility jako například shell [šel] jsou vyvíjeny ve stejném stromu systému pro správu verzí zdrojových kódů (SVN). V tomto se odlišuje od Linuxu, ve kterém je typicky každý program vyvíjen jinou skupinou vývojářů, a ty jsou poté vydány jako kompletní operační systém jinými vývojáři ve formě linuxových distribucí.
Projekt FreeBSD zahrnuje bezpečnostní tým, který dohlíží na veškerý software dodávaný v základní distribuci. Pomocí systému správy balíků pkg nebo portů FreeBSD (FreshPorts) nebo kompilací zdrojového kódu lze nainstalovat celou řadu dalších aplikací třetích stran.
Díky licencování se většina zdrojových kodů FreeBSD stala nedílnou součástí jiných operačních systémů, jako je Darwin od Applu (základ pro macOS, iOS/iPadOS, watchOS, a tvOS), FreeNAS (open-source NAS/SAN), a systémový software PlayStation 3, PlayStation 4, a PlayStation 5 od Sony.

## Historie a vývoj
Vývoj FreeBSD odstartoval roku 1993 převzetím zdrojových kódů 386BSD poté, co nebyl dlouho vyvíjen. Ale díky obavám o legalitu všech zdrojových kódů použitých v 386BSD a následující soudní při mezi Novellem (tehdejším vlastníkem Copyrightu UNIX) a Kalifornskou Univerzitou v Berkeley ve FreeBSD došlo k přepsání většiny systému ve verzi FreeBSD 2.0 v lednu roku 1995 s použitím zdrojových kódů verze 4.4BSD-Lite Kalifornské univerzity v Berkeley. Anglickojazyčný FreeBSD manuál obsahuje více historických informací o zrození FreeBSD. Na počátku FreeBSD použilo jako své logo FreeBSD démona, avšak roku 2005 byla uspořádána soutěž o nové logo. 8. října 2005 soutěž skončila a návrh Antona K. Gurala byl zvolen jako nové FreeBSD logo. FreeBSD démon však nadále zůstává maskotem projektu FreeBSD.

## FreeBSD 1
Vydáno v listopadu 1993. 1.1.5.1 bylo vydáno v červenci 1994.

## FreeBSD 2
2.0-RELEASE bylo vyhlášeno 22. listopadu 1994. Konečné vydání FreeBSD 2, 2.2.8-RELEASE, bylo vyhlášeno 29. listopadu 1998. FreeBSD 2.0 byla první verzí FreeBSD, která byla legálně nárokována bez AT&T Unixového kódu se souhlasem Novell. 2.2.9-RELEASE byl vydáno 1. dubna, 2006 jako plně funkční April Fools' Day prank.
Pravděpodobně nejvýznamnějším zlepšením FreeBSD 2.0 bylo obnovení originálního Mach systému virtuální paměti, který byl optimalizován pro práci pod vysokým zatížením a vytvoření systému FreeBSD portů, který učinil stahování, sestavení a instalaci softwaru třetích stran velmi jednoduché.

## FreeBSD 3
FreeBSD 3.0-RELEASE bylo vydáno 16. října 1998 a přineslo mnoho změn: přechod na ELF formát binárních souborů, započetí podpory Symetrický SMP systémů a 64bitové Alpha [ˈælfə] platformy. Finální release, 3.5-RELEASE, byl vydán 24. června 2000. Toho času byla větev 3.X několikrát kritizována, protože mnoho změn nebylo evidentně prospěšných a postihly výkon, nicméně byl to potřebný krok pro vyvinutí toho, co se mělo stát velmi úspěšnou větví 4.X.

## FreeBSD 4
4.0-RELEASE se objevil v březnu 2000 a poslední 4-STABLE vydání bylo 4.11 v lednu 2005 podporováno do 31. ledna 2007. FreeBSD 4 byl pochválen za svou stabilitu, byl oblíbeným operačním systémem pro poskytovatele internetových služeb a poskytovatele webhostingu během první dot - com bublina, a je považováno za jeden z nejstabilnějších a nejvýkonnějších operačních systémů celé linie Unixu. Mezi nové funkce FreeBSD 4 byl představen kqueue (2) (který je nyní součástí jiných hlavních systémů BSD) a Jails, způsob běhu procesů v samostatných prostředích.
Verze 4.8 byla forknuta Mattem Dillonem který vytvořil DragonFly BSD.

## FreeBSD 5
Poslední a finální vydání FreeBSD z větve 5-STABLE je 5.5 a bylo vydáno v květnu 2003. Vývojáři FreeBSD spravují vždy (nejméně) dvě simultánně vyvíjené větve. -STABLE větev FreeBSD je vytvářena pro každé hlavní číslo verze, ze kterého vydání vychází každých 4–6 měsíců. Poslední 4-STABLE vydání FreeBSD je 4.11, které je poslední z vydání 4-STABLE. První 5-STABLE vydání bylo 5.3 (5.0 až 5.2.1 byly vyjmuty z -CURRENT). První 6-STABLE vydání bylo 6.0. Ve vývojové větvi -CURRENT je nyní 7.0-CURRENT, které obsahuje agresivní nové vlastnosti kernelu a userspace. Je-li vlastnost dostatečně STABLE a vyspělá, je eventuálně zpětně portována (MFC – Merge from CURRENT ve slangu vývojářů FreeBSD) do -STABLE verze. Vývojový model FreeBSD je podrobně popsán v článku Niklase Saerse A project model for the FreeBSD Project.
Velkým rozdílem ve FreeBSD 5 byla velká změna v nízkoúrovňovém mechanismu kernelových zámků pro zajištění lepší podpory symetrického multiprocessingu (SMP), uvolňující kernel z MP zámku, někdy označovaného jako „Giant Lock“. Nyní je možné spouštět současně více než jeden proces v kernel módu.
Další hlavní změny zahrnují m:n řešení vláken zvané KSE (Kernel Scheduled Entities), které je nyní výchozí knihovnou vláken (pthreads) počínaje verzí 5.3 (první 5-STABLE vydání). Terminologie m:n, kde m a n jsou malá celá čísla znamená, že m vláknům v živatelském prostoru odpovídá n vláken  kernelovém prostoru. Mnoho nových vlastností se vztahuje k bezpečnosti. Robert Watson odstartoval projekt TrustedBSD za účelem přidání bezpečnostní funkcionality do FreeBSD. Rozšiřitelný framework mandatorní kontroly přístupu (TrustedBSD MAC framework), Access Control Listy (ACL) a nový souborový systém UFS2 pochází z TrustedBSD. Některá funkcionalita TrustedBSD byla stejně tak integrována i do operačních systémů OpenBSD a NetBSD.
FreeBSD také významně změnilo vrstvu blokového vstupu/výstupu představením GEOM modulárního transformačního frameworku diskových I/O požadavků přispěného Poulem-Henningem Kampem. GEOM umožňuje jednoduché vytváření mnoha druhů funkcionality, jako například zrcadlení (gmirror) a šifrování (gbde). Poslední vydání FreeBSD 5.4 potvrdilo pověst větve FreeBSD 5.x jako vysoce stabilního a dobře sloužícího vydání.

## FreeBSD 6
FreeBSD 6.0 bylo uvolněno 4. listopadu 2005. Finální FreeBSD 6 release byla verze 6.4, 11. listopadu 2008. Tyto verze rozšířily práci na optimalizaci SMP a vláken a další práci na pokročilých funkcích 802.11, auditování bezpečnostních událostí TrustedBSD, významná vylepšení výkonu síťového zásobníku, plně preemptivní jádro a podpora čítačů výkonu hardwaru (HWPMC). Mezi hlavní úspěchy těchto verzí patří odstranění zámku Giant z VFS, implementace volitelně výkonnějšího libthr knihovny s vlákny 1: 1 a přidání implementace auditu základního bezpečnostního modulu (BSM) s názvem OpenBSM, který byl vytvořen projektem TrustedBSD (na základě implementace BSM nalezené v open source Darwin) a vydán ve stylu BSD licence

## FreeBSD 7
FreeBSD 7.0 bylo uvolněno 27. února 2008. Finální FreeBSD 7 release byla verze 7.4, 24. února 2011. Nové funkce byli přidány SCTP, UFS journaling, experimentální port Sun's ZFS souborového systému, GCC4, vylepšená podpora ARM , jemalloc (memory allocator optimalizován pro paralelní výpočty, na který byl naportován Firefox 3), a major aktualizace and optimizations relating to network, audio, and SMP performance. Benchmarky vykázaly významná zlepšení výkonu ve srovnání s předchozími vydáními FreeBSD i Linuxem. Nový ULE scheduler byl mnohem vylepšen, ale bylo rozhodnuto odeslat verzi 7.0 se starším plánovačem 4BSD. Ve verzi FreeBSD 7.1 byl ULE výchozí pro architektury i386 a AMD64.[ujasnit]
DTrace podpora byla integrována ve verzi 7.1, a NetBSD a FreeBSD 7.2 přinesla podporu pro multi-IPv4/IPv6 jails.
Podpora v kodu DEC Alpha architektury (podporováno od verze FreeBSD 4.0) byla odstraněna ve FreeBSD 7.0.

## FreeBSD 8
FreeBSD 8.0 byl vydán oficiální release 25. listopadu 2009. FreeBSD 8 vyšla z této větve v srpnu 2009. Verze představila superpages, Xen DomU podporu, network stack virtualization, stack-smashing protection, TTY layer rewrite, aktualizace a mnohá vylepšení ZFS podpory, nový USB stack s USB 3.0 a xHCI podpora přidána FreeBSD 8.2, multicast aktualizace IGMPv3, byl přepsán NFS client/server introducing NFSv4, a AES akcelerace pro Intel procesory (přidáno od verze FreeBSD 8.2). Zahrnutí vylepšeného mmap() rozšíření umožňují implementaci 64bit Nvidia display driver pro x86-64 architekturu Zásuvné congestion control framework, a podpora možnosti používat DTrace pro aplikace spuštěné pod Linux emulation byla přidána do FreeBSD 8.3. FreeBSD 8.4, release vydáno 7. června 2013.

## FreeBSD 9
FreeBSD 9.0 bylo vydáno 12. ledna 2012. Klíčové nové funkce v release, nový instaler (bsdinstall), UFS journaling, ZFS version 28, userland DTrace, NFSv4-compatible NFS server a client, USB 3.0 podpora, podpora for běh na PlayStation 3, Capsicum sandboxing, and LLVM 3.0 v base system. Kernel a base system mohl být kompilován s Clang, ale FreeBSD 9.0 stále používala GCC4.2 defaultně. PlayStation 4 herní konzole používá odvozenou verzi FreeBSD 9.0, jak Sony Computer Entertainment nazval "Orbis OS".
 FreeBSD 9.1 byl vydán release 31. prosince 2012. FreeBSD 9.2 bylo vydáno 30. září 2013. FreeBSD 9.3 bylo vydáno 16. července 2014.

## FreeBSD 10
20. ledna 2014, FreeBSD Release Engineering Team oznámila vydání FreeBSD 10.0-RELEASE. Mezi klíčové věci patří odstranění GCC ve prospěch Clang, nová iSCSI implementace, VirtIO ovladače out-of-the-box KVM podpora, a FUSE implementace.
FreeBSD 10.1Long Term Support Release
FreeBSD 10.1-RELEASE bylo oznámeno 14. listopadu 2014, a bylo podporováno po delší dobu do 31 December 2016. Následující 10.2-RELEASE měl EoL ve stejný den.
V říjnu 2017 byl vydán 10.4-RELEASE (finální release z této větve) byla oznámena a podpora řady 10 byla ukončena v říjnu 2018.

## FreeBSD 11
10. října 2016, FreeBSD Release Engineering Team oznámil vydání FreeBSD 11.0-RELEASE. Generování OpenSSH DSA klíčů bylo ve výchozím nastavení zakázáno. OpenSSH bylo aktualizováno na verzi 7.2p2. Byla přidána wireless podpora pro 802.11n. Ve výchozím nastavení nástroj ifconfig (8) nastaví výchozí regulační doménu FCC na wireless rozhraních. Výsledkem je nově vytvořené wireless rozhraní s výchozím nastavením budou mít menší šanci porušit předpisy specifické pro danou zemi. Nástroj svnlite (1) byl aktualizován na verzi 1.9.4. Knihovna a aplikace libblacklist (3) byly naportovány z NetBSD. Byla přidána podpora pro architekturu AArch64 (arm64). Do hypervizoru bhyve (8) byla přidána podpora nativní grafiky. Byla přidána širší podpora bezdrátových síťových ovladačů.

## FreeBSD 12
FreeBSD 12.0-RELEASE byl vydán prosinci 2018. OpenSSH, OpenSSL byli aktualizovány na vyšší verzi. Přidány byly klíčové věci jako sandbox capsicum (4) framework pro platformu arm6, arm7, UEFI+GELI v instalační volbě, defaultně zapnuta DANE-TA, ve výchozím nastavení byla povolena možnost konfigurace VIMAGE, volba NUMA byla standardně povolena v konfiguracích jádra amd64 GENERIC a MINIMAL. Byl přidán ovladač netdump (4) který poskytuje zařízení prostřednictvím které výpisy kernel crash dumpu mohou být přeneseny na vzdáleného hostitele po system panic. Ovladač vt (4) byl aktualizován na vyšší verzi který poskytuje vyšší výkon, kreslení textu 2- až 6krát rychleji. Různá vylepšení grafické podpory pro aktuální generaci hardwaru.

## Přenositelnost
FreeBSD bylo portováno na mnoho platforem. FreeBSD podporuje různé platformy podle Tier úrovní podpory. Podpora platforem které spadají pod Tier1 jsou vyvinuté a plně podporovány od security officer, release engineering, and port management týmu FreeBSD Foundation. Platformy spadající pod Tier2 jsou stále ve vývoji a nejsou podporovány od security officer, release engineering, and port managementu. Plaformy Tier3 jsou experimentální nebo již nejsou v aktivním vývoji, protože většina těchto platformem je zastaralá. Pokud některé platformy jsou zařazeny do Tier4 jsou odstraněny ze zdrojového kódu v dalším vydání. Nepodporované platformy jsou například Alpha, IA-64
FreeBSD bylo portováno na následující architektury:
| Platforma             | Cílová Architektura  | Úroveň podpory 12.x | Úroveň podpory 13.x | Poznámky |  |
| --------------------- | -------------------- | ------------------- | ------------------- | --- |  |
| 64bit x86             | x86-64               | Tier 1              | Tier 1              | |  |
| 32bit x86             | i386                 | Tier 1              | Tier 1              | |  |
| 64bit SPARCv9         | SPARC                | Tier 2              | Tier 2              | Tyto platformy budou převedeny na úroveň 4 pro 13.0, pokud jejich výchozí sada nástrojů nebude změněna mimo GCC 4.2.1. |  |
| 64bit PowerPC         | PowerPC              | Tier 2              | Tier 2              | |  |
| 32bit PowerPC         | PowerPC              | Tier 2              | Tier 2              | |  |
| 32bit PowerPC s SPE   | PowerPC              | Tier 2              | Tier 2              | |  |
| 64bit ARMv8           | AARCH64              | Tier 2              | Tier 2              | |  |
| 32bit big-endian ARM  | ARMEB                | Tier 4              | Tier 4              | |  |
| 32bit ARMv4/5         | ARM                  | Tier 2              | Tier 4              | |  |
| 32bit ARMv6           | ARMv6                | Tier 2              | Tier 2              | |  |
| 32bit ARMv7           | ARMv7                | Tier 2              | Tier 2              | |  |
| 64bit RISC-V          | RISC-V               | Tier 3              | Tier 2              | Podpora od verze 12-RELEASE, Podpora Tier 2 od verze 13-RELEASE                                                        |  |
| 64bit MIPS soft-float | mips64, mips64el     | Tier 2              | Tier 4              | Tyto platformy budou převedeny na úroveň 4 pro 13.0, pokud jejich výchozí sada nástrojů nebude změněna mimo GCC 4.2.1. |  |
| 64bit MIPS hard-float | mips64hf, mips64elhf | Tier 2              | Tier 4              | Tyto platformy budou převedeny na úroveň 4 pro 13.0, pokud jejich výchozí sada nástrojů nebude změněna mimo GCC 4.2.1. |  |
| 32bit MIPS soft-float | mips, mipsel         | Tier 2              | Tier 4              | Tyto platformy budou převedeny na úroveň 4 pro 13.0, pokud jejich výchozí sada nástrojů nebude změněna mimo GCC 4.2.1. |  |
| 32bit MIPS hard-float | mipshf, mipselhf     | Tier 2              | Tier 4              | Tyto platformy budou převedeny na úroveň 4 pro 13.0, pokud jejich výchozí sada nástrojů nebude změněna mimo GCC 4.2.1. |  |
| 32bit MIPS n32        | mipsn32              | Tier 2              | Tier 4              | Tyto platformy budou převedeny na úroveň 4 pro 13.0, pokud jejich výchozí sada nástrojů nebude změněna mimo GCC 4.2.1. |  |
| PC98                  | NEC PC-9801          | Tier 4              | Tier 4              | Odkazuje na „pc98“, podpora odstraněna od verze 12-CURRENT                                                             |  |
| Alpha                 | DEC Alpha            | Bez podpory Tier    | Bez podpory Tier    | Nepodporováno od verze 6.4                                                                                             |  |
| Intel IA-64           | IA-64                | Bez podpory Tier    | Bez podpory Tier    | Nepodporováno od verze 11.0                                                                                            |  |

Podpora ARM and MIPS jsou ve většině případů zaměřena na vestavěné systémy , nicméně FreeBSD/ARM běží na několika jednodeskových počítačích,včetně BeagleBone Black, Raspberry Pi and Wandboard.

## Bezpečnost
FreeBSD poskytuje několik funkcí souvisejících s bezpečností, včetně access control lists (ACL), auditování bezpečnostních událostí, rozšířených atributů systému souborů, mandatory access control (MAC) a fine-grained Capability-based security. Tato vylepšení zabezpečení byla vyvinuta projektem TrustedBSD. Projekt byl založen Robertem Watsonem který poskytuje sadu rozšíření operačního systému FreeBSD zaměřenou na bezpečnost. Cílem tohoto projektu je implementovat koncepty ze Common Criteria pro vyhodnocování bezpečnosti informačních technologií a Trusted Computer System Evaluation Criteria. Projekt je podporován různými organizacemi, včetně DARPA, NSA, Network Associates Laboratories, Safeport Network Services, University of Pennsylvania, Yahoo!, McAfee Research, SPARTA, Apple Computer, nCircle Network Security, Google, University of Cambridge Computer Laboratory a další.
Součástí TrustedBSD projektu je i port NSA implementace FLASK/TE v SELinuxu. Mezi další práce patří vývoj OpenBSM, open-source implementace API Sun Microsystems Basic MModule (BSM) a formátu souboru protokolu auditu, který podporuje rozsáhlý systém auditu zabezpečení. Toto bylo vydáno ve verzi FreeBSD 6.2. Další práce na infrastruktuře v FreeBSD prováděné v rámci projektu TrustedBSD zahrnovaly GEOM a OpenPAM.
Většina funkcí projektu TrustedBSD byla přijata do FreeBSD. Kromě toho si mnoho funkcí, jakmile jsou plně vyvinuté, si najde cestu do jiných operačních systémů. Například OpenPAM byl přidán do NetBSD. Společnost Apple také pro MacOS přijala TrustedBSD MAC Framework.
FreeBSD podporuje tři druhy firewalu: IPFW, pf a IPFilter. IPFW je nativní firewall FreeBSD. PF bylo převzato z OpenBSD a IPFilter byl přenesen do FreeBSD Darrenem Reedem.
Po převzetí z OpenBSD byl program OpenSSH zahrnut do výchozí instalace. OpenSSH je bezplatná implementace protokolu SSH a nahrazuje telnet. Na rozdíl od telnetu OpenSSH šifruje všechny informace (včetně uživatelských jmen a hesel).

## Binární kompatibilita

### Linux
FreeBSD poskytuje binární kompatibilitu s některými dalšími Unixovými operačními systémy včetně Linuxu. Toto se zdůvodňuje tím, že by FreeBSD mělo být schopné spouštět aplikace vyvíjené pro Linux, které jsou distribuovány pouze v binární formě a proto nemohou být portovány do FreeBSD bez vůle těch, kteří mají kontrolu nad zdrojovým kódem. Toto se týká především komerčních aplikací.
Ve stručnosti to umožňuje uživatelům FreeBSD spouštět většinu aplikací, které jsou distribuovány pouze jako Linuxové binárky. V porovnání s obrovským množstvím nativních aplikací dostupných pro FreeBSD pomocí kolekce portů jsou tyto aplikace v menšině. Aplikace používané pod vrstvou kompatibility s Linuxem zahrnují Linuxovou verzi RealPlayeru, Oraclu, Mathematicy, Matlabu, WordPerfectu, Skypu, Dooma 3, Quaka 4, série Unreal Tournament atd. Obecně se zdá, že zde není žádná ztráta výkonu, která by stála za zmínku při spuštění Linuxových binárek oproti nativním FreeBSD binárkám. Pro většinu vědeckých aplikací funguje vrstva kompatibility s Linuxem korektně; aplikace jako nmrpipe, ccp, Mathematica a Matlab pracují podle očekávání.
Přestože existuje mnoho aplikací, které pod vrstvou kompatibility pracují bezproblémově, je nutno poznamenat, že tato vrstva není kompletní, tedy některé Linuxové binárky mohou být nepoužitelné či s omezenou funkčností, pravděpodobně díky tomu, že jsou podporována pouze systémová volání Linuxového kernelu verze 2.6.16 a jen 32bitové aplikace. V rámci Google Summer of Code 2006 byl akceptován, a úspěšně dokončen, projekt mající za cíl aktualizovat vrstvu kompatibility a chybějící systémová volání. FreeBSD 7.0 a vyšší podporuje linuxovou kompatibilitu s jádrem 2.6.16, tudíž je možné použít novější linuxové distribuce pro běh linuxových aplikací. Od verze 10.3 je možné spouštět 64bit linuxové binárky.

### Windows
S pomocí runtime prostředí Wine, které je k dispozici v Ports Collection a jako binární balíček, lze pod FreeBSD spouštět řadu aplikací Windows, např. B. Microsoft Office.
FreeBSD implementoval řadu nativních rozhraní jádra NDIS pro Microsoft Windows, aby umožnil FreeBSD spouštět síťové ovladače pouze pro Windows. Dnešní době se už moc nevyužívá.

### Solaris (SysVR4)
V současné době je schopna provozovat širokou škálu věcí z SysV převzatých ze systémů Solaris / x86 2.5.1 a 2.6. Plánovala se podpora binární souborů SCO UnixWare a SCO OpenServer.
Ve verzi 12.0 tato podpora byla zahozena.

## Licence
Jako jeho sesterské operační systémy je FreeBSD šířen za podmínek různých licencí. Kompletní kód kernelu a většina nově vytvářeného kódu je vydávána za podmínek dvouklauzulové BSD licence, která umožňuje každému použít a redistribuovat FreeBSD podle potřeby. Jsou zde rovněž části pod GPL, LGPL, ISC, pivní licencí, tříklauzulovou BSD licencí a čtyřklauzulovou BSD licencí.
Rovněž jsou dostupné binární BLOBy pro specifickou funkcionalitu, jako Atheros HAL pro bezdrátovou funkcionalitu a výhradně binární nástroj pro AAC RAIDy Adaptecu.

## Distribuce
- GhostBSD (MATE distribuce zaměřená na desktop)
- TrueOS – (Původní jméno distribuce bylo PC-BSD, následně TrueOS, aktuálně projekt Triedent, který přešel z FreeBSD na Void Linux)
- FuryBSD
- NomadBSD
- HardenedBSD
- TrustedBSD
- MidnightBSD
- NanoBSD
- PicoBSD
- MfsBSD
- MiniBSD
- IntelliStar
- ClonOS
- BastilleBSD
- FreeSBIE (live CD)
- BSD Router Project (router)
- OPNsense (firewall)
- pfSense (firewall)
- OpenServer (server)
- XigmaNAS (NAS)
- FreeNAS (NAS)

Mnoho projektů je přímo či nepřímo založených na FreeBSD, vestavěnými zařízeními jako například routery společnosti Juniper Networks a operačním systémem použitým ve firewallech společnosti Nokia počínaje a částmi jiných operačních systémů včetně Linuxu a RTOS VxWorks konče. Darwin, jádro macOS společnosti Apple silně těží z FreeBSD, včetně jeho virtuálního souborového systému, síťového zásobníku a komponent jeho uživatelského prostoru. Apple pokračuje v integraci nového kódu z a přispívání nových změn zpět do FreeBSD. Opensourcový Open Darwin, původně odvozený z kódu Applu, ale nyní oddělený projekt rovněž obsahuje mnoho kódu z FreeBSD. Navíc existuje několik operačních systémů forknutých z, nebo založených na FreeBSD včetně PC-BSD a DesktopBSD, které zahrnují změny zacílené na domácí uživatele a pracovní stanice; distribuce FreeSBIE a Live CD Frenzy; zapouzdřené firewally m0n0wall a pfSense; a DragonFly BSD, významný fork z FreeBSD 4.8 zaměřující se na odlišnou strategii synchronizace více procesorů, než je ta ve FreeBSD a vývoj některých mikrokernelových vlastností.

### Multitasking
- Globální zámek jádra
- Multitasking
- Paralelní výpočty
- Zámek (informatika)

### GNU – GNU GPL (licence)
- Free Software Foundation (FSF) – organizace (nadace), která zastřešuje Projekt GNU
  - Projekt GNU – projekt původně Richarda Stallmana, který má za cíl vyvinout kvalitní a svobodný operační systém – GNU
    - GNU GPL – licence napsané Richardem Stallmanem a dalšími, k uskutečnění cílů Projektu GNU
      - GNU Hurd – svobodný operační systém založený na mikrojádru GNU Mach, vyvíjený Projektem GNU
        - GNU Mach – jádro operačního systému GNU Hurd; mikrojádro

      - GNU Hurd NG – svobodný operační systém založený na mikrojádru L4 (jádro), vyvíjený Projektem GNU
        - L4 (jádro) – jádro operačního systému GNU Hurd NG; mikrojádro navržené a vytvořené vědcem Jochenem Liedtkem

      - Linux (jádro) – jádro svobodného operačního systému, vyvíjené Linux Foundation; modulární monolitické jádro
      - Linux-libre – jádro svobodného operačního systému, vyvíjené dcerou FSF (FSFLA), fork Linux (jádro); modulární monolitické jádro

### BSD – BSD licence
- Berkeley Software Distribution – obchodní organizace při Kalifornská univerzitě v Berkeley, která vyvinula licenci BSD a používala pro práce nad operačním systémem BSD Unix.
  - BSD licence – licence organizace BSD, která používala pro BSD Unix a odvozená díla
    - FreeBSD – svobodný operační systém, který vznikl z BSD Unixu; modulární monolitické jádro
    - DragonFly BSD – svobodný operační systém, fork FreeBSD 4.8 s hybridním jádrem
    - NetBSD – svobodný operační systém, který vznikl z BSD Unixu (před FreeBSD); modulární monolitické jádro
    - OpenBSD – svobodný operační systém, fork NetBSD zaměřený na bezpečnost; monolitické jádro
    - MINIX 3 – svobodný operační systém; mikrojádro navržené a vytvořené profesorem Andrewem S. Tanenbaumem